# Udo Preuße
Udo Preuße (* 19. dubna 1945, Niedersachswerfen) je bývalý východoněmecký fotbalista, levý obránce, reprezentant Východního Německa (NDR).

## Fotbalová kariéra
V východoněmecké oberlize hrál za FC Rot-Weiß Erfurt a FC Carl Zeiss Jena, nastoupil ve 141 ligových utkáních a dal 7 gólů. S FC Carl Zeiss Jena vyhrál dvakrát východoněmeckou oberligu a v roce 1972 východoněmecký fotbalový pohár. V Poháru mistrů evropských zemí nastoupil v 1 utkání a v Poháru UEFA nastoupil v 8 utkáních. Za reprezentaci Východního Německa (NDR) nastoupil v roce 1970 v přátelském utkání proti Iráku.

## Ligová bilance
| Ročník           | Zápasy | Góly | Klub               |
| ---------------- | ------ | ---- | ------------------ |
| I. liga 1963/64  | 26     | 0    | Turbine Erfurt     |
| II. liga 1964/65 | -      | -    | Turbine Erfurt     |
| I. liga 1965/66  | 19     | 1    | FC Rot-Weiß Erfurt |
| I. liga 1966/67  | 23     | 0    | FC Carl Zeiss Jena |
| I. liga 1967/68  | 17     | 1    | FC Carl Zeiss Jena |
| I. liga 1968/69  | 12     | 0    | FC Carl Zeiss Jena |
| I. liga 1969/70  | 23     | 5    | FC Carl Zeiss Jena |
| I. liga 1970/71  | 8      | 0    | FC Carl Zeiss Jena |
| I. liga 1971/72  | 13     | 0    | FC Carl Zeiss Jena |
| CELKEM I. liga   | 141    | 7    |                    |